# 芒齿灯台报春
芒齿灯台报春（学名：Primula melanodonta）为报春花科报春花属下的一个种。

## 扩展阅读
- 維基物種上的相關：芒齿灯台报春